# دافيدي ماسا
دافيد ماسا (من مواليد 15 يوليو 1981) هو حكم كرة قدم إيطالي.

## مسيرته التحكيمية
في عام 2011، بدأ ماسا التحكيم في الدوري الإيطالي. كانت أول مباراة له كحكم في 23 يناير 2011 بين فيورنتينا وليتشي. في عام 2014، تم وضعه على قائمة حكام الفيفا الدوليين. أدار أول مباراة دولية له في 8 يونيو 2015 بين تركيا وبلغاريا. في عام 2017، تم اختياره لإدارة كأس السوبر الإيطالي 2017 بين يوفنتوس ولاتسيو.
تم اختيار ماسا كحكم لبطولة أوروبا تحت 19 سنة لكرة القدم 2017 في جورجيا وكأس العالم تحت 20 سنة 2019 في بولندا. كما أدار مباريات في دوري نجوم قطر 2016-2017 والدوري المصري الممتاز 2017-18.